# Ифрикија
У средњем веку, Ифрикија (арап. إفريقية) је била област која се састојала од обалских региона данашње западне Либије, Туниса, и источног Алжира. У овој области је била римска провинција Африка.
Ифрикију на југу граниче полу-сасушене области и слане мочваре зване ел-Дјерид. У разним периодима, владари ове области су освајали Сицилију и делове континенталне Италије, док се западна граница стално мењала, али је обично била негде око Бејаие. Главни град је био Кероуан у централном Тунису.